# Kościół Matki Bożej Częstochowskiej w Grabowie
Kościół pw. Matki Bożej Częstochowskiej w Grabowie – katolicki kościół filialny znajdujący się w Grabowie (powiat sulęciński). Należy do parafii Podwyższenia Krzyża Świętego w Torzymiu. 

## Historia

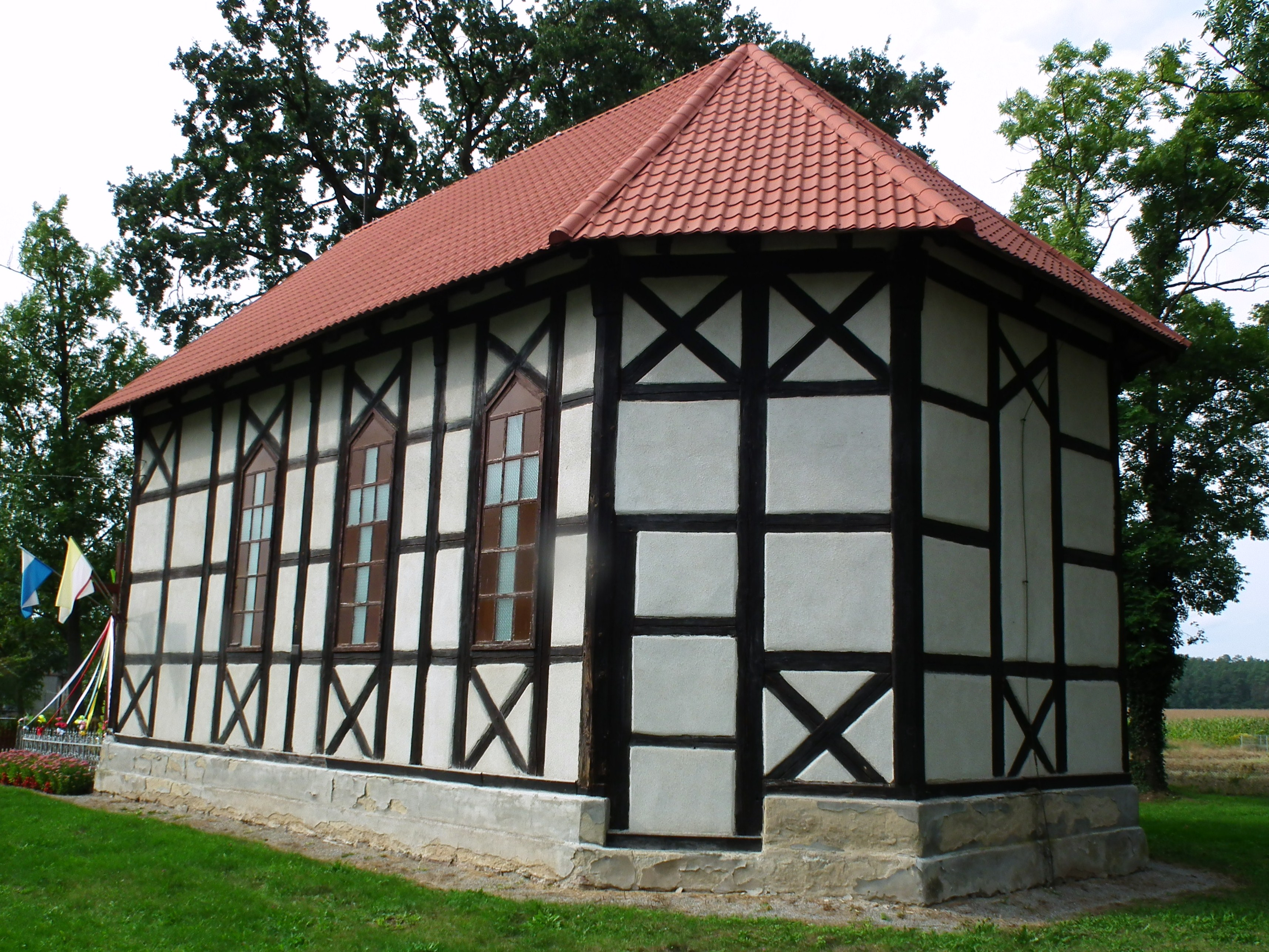
Widok od prezbiterium

Pierwsze wzmianki na temat kościoła we wsi pochodzą z 1448 (późnogotycki dzwon z 1530 również przemawia na korzyść tej teorii). Świątynia ta została zagarnięta przez protestantów. W 1694 kościół posiadał wieżę (nowo zbudowaną), cztery okna i jedne drzwi. Starsze były ołtarz i ambona. We wnętrzu stała również chrzcielnica. W roku 1757 wzniesiono nowy obiekt w miejscu starego. Około sto lat później rozebrano kościół z 1757 i w 1860 wybudowano kolejny - obecny.
W okresie po 1945 obiekt przystosowano na potrzeby katolików i poświęcono w 1945. W latach 80. XX wieku dobudowano przedsionek i obłożono tynkiem cementowym zachodnią ścianę budowli. Prawdopodobnie wtedy wymieniono stolarkę w oknach. W początku XXI wieku wyremontowano ściany szkieletowe.

## Architektura
Jest to budowla szkieletowa, założona na rzucie prostokąta, od wschodu trójbocznie zamknięta. Rozbudowana o kruchtę prostokątną, zlicowaną ze ścianą północną kościoła. Nawa i przybudówki nakryte są dachami dwuspadowymi (dachówka). Pierwotny układ otworów okiennych zachował się w elewacjach bocznych (stolarka okienna jest późniejsza i ma inne podziały). W elewacji wschodniej, w związku ze zmianą organizacji wnętrza, otwór okienny i otwory wejściowe uległy zamurowaniu. Ścianę zachodnią z czasem otynkowano i zasłonięto murowaną kruchtą, która wpływa dysharmonijnie na wygląd świątyni.

## Wnętrze
Wnętrze jest salowe i posiada strop belkowany, drewniany. Zachodnia empora, wypełniająca rolę chóru muzycznego jest jedynym zachowanym elementem wyposażenia oryginalnego (ołtarz jest powojenny).

## Otoczenie
Teren przykościelny dawniej pełnił rolę cmentarną. Obok kościoła stoi drewniana dzwonnica, a także drewniana rzeźba Matki Boskiej Częstochowskiej.